# Altwis
Altwis är en ort i kommunen Hitzkirch i kantonen Luzern i Schweiz. Den ligger cirka 21,5 kilometer norr om Luzern. Orten har 448 invånare (2023).
Orten var före den 1 januari 2021 en egen kommun, men inkorporerades då i kommunen Hitzkirch.